# Packard Single Eight
Packard Single Eight bezeichnet ein 8-Zylinder-Automobil, welches die Packard Motor Car Company in Detroit im Modelljahr 1924 vorstellte. Es wurde als Eight bis 1927 gebaut und ersetzte den  Packard Twin Six mit V12-Motor.
Der Single Eight hatte einen Reihenachtzylindermotor mit seitlich stehenden Ventilen, mechanischen Stößeln, 5.863 cm³ (357,8 c.u.i.; Bohrung × Hub (mm) = 85,7 × 127), eine Verdichtung von 4,51 : 1 und leistete 85 bhp (62,5 kW) bei 3.000/min. Er wies bereits eine Besonderheit aller Packard-Reihenachtzylindermotoren zur Anwendung in den teuersten Modellen auf: Eine neunfach (statt fünffach) gelagerte Kurbelwelle für noch mehr Laufruhe. Zudem erhielt die Kurbelwelle vorne einen Vibrationsdämpfer System Lanchester. Entwickelt wurde das Triebwerk aus dem neuen, 1921 eingeführten Sechszylinder des Single Six, dessen Motorblock um zwei Zylinder verlängert wurde. Ein spezieller Vergaser eigener Konstruktion und eine Saugrohrheizung, "Fuelizer" genannt, wurde verwendet. Der Motor war an vier Punkten mit dem Fahrgestell verbunden. Über eine Neunscheiben-Ölbad-Kupplung wurde die Motorkraft an ein handgeschaltetes Dreiganggetriebe und von dort an die Hinterräder weitergeleitet. Erstmals in einem Packard und in einem der ersten US-Automobile überhaupt, wirkten die mechanisch betätigten Bremsen auf alle vier Räder. Das Fahrgestell erhielt hinten und vorne je einen Watson-Stabilisator. Am Getriebe saß eine Luftpumpe zum Aufblasen der Reifen. Zur Standardausstattung gehörten außerdem hintere und vordere Stoßstangen, Scheibenräder (gerade in Mode gekommen), Motometer (Thermometer auf dem Kühlergrill montiert), Innenspiegel und ein einzelner, manuell betriebener Scheibenwischer für die horizontal zweigeteilte Frontscheibe.
Den Single Eight gab es auf Fahrgestellen mit 3454 mm (136 Zoll) oder 3632 mm (143 Zoll) Radstand. Wie beim Vorgängermodell waren eine Reihe offener und geschlossener Aufbauten mit 2 bis 7 Sitzplätzen ab Werk zu bekommen, letztere auf dem langen Fahrgestell. Der Standard-Katalog umfasste zehn Aufbauten mit Preisen zwischen US$ 3650 und US$ 4950 doch waren Sonderkarosserien nach individuellem Kundenwunsch, hergestellt von anderen Karosseriebauern, ohne weiteres möglich.
Die Modelle wurden nach ihren Radständen in Zoll bezeichnet, also als Modelle 136 und 143. Sie bildeten zusammen mit dem Modell Single Six der Jahre 1921–1923 die 1. Serie, eine Nummerierung, die, mit Unterbrüchen, in ähnlicher Form bis 1953 (26. Serie) fortgesetzt wurde.
Verkaufsstart war offiziell am 14. Juni 1923. Bis zur Einführung des Nachfolgers Packard Eight ab dem 2. Februar 1925 waren insgesamt 8401 Single Eight entstanden (andere Quellen nennen 3507 Exemplare mit kurzem und 4894 mit langem Radstand).
Der Packard Single Eight hat den Status eines Full Classic des Classic Car Club of America.